# Gustaaf Boesman
Gustavus Boesman (ur. 19 stycznia 1899 w Gandawie, zm. 15 listopada 1971 tamże) – belgijski piłkarz grający na pozycji pomocnika. Był reprezentantem Belgii.

## Kariera klubowa
Całą swoją karierę piłkarską Boesman spędził w klubie ARA La Gantoise, w którym w 1920 roku zadebiutował w pierwszej lidze belgijskiej i grał w nim do 1929 roku.

## Kariera reprezentacyjna
W reprezentacji Belgii Boesman zadebiutował 14 lutego 1926 w przegranym 0:2 towarzyskim meczu z Węgrami, rozegranym w Brukseli. W 1928 roku był w kadrze Belgii na Igrzyska Olimpijskie w Amsterdamie. Od 1926 do 1929 roku rozegrał 20 meczów w kadrze narodowej.